# Shennong
Shennong (神農T, 神农S, ShénnóngP, lett. "Contadino Divino" o "Dio dell'Agricoltura"), chiamato anche Dio Rosso (赤帝 Chìdì, o "Imperatore Rosso", o "Tearca Rosso"), Dio della Fiamma (炎帝S, YándìP) o Dio dei Cinque Cereali (五穀先帝T, 五谷先帝S, WǔgǔxiāndìP), è un mitico dio-antenato cinese vissuto secondo la leggenda intorno a 5.000 anni fa, forse dal 2738 a.C. al 2698 a.C.; fu lui, secondo la tradizione, a introdurre nell'antica Cina le tecniche dell'agricoltura. Astralmente è associato al pianeta Marte.
Considerato il padre dell'agricoltura cinese, questo antenato leggendario insegnò al suo popolo come coltivare i cereali per sfamarsene, in modo da evitare l'uccisione di animali. Si dice che abbia assaggiato centinaia di erbe per valutarne il valore medicinale. La catalogazione di centinaia di erbe medicinali o velenose fu un punto cruciale per lo sviluppo della medicina tradizionale cinese. Il tè, che agisce da antidoto a una settantina di erbe velenose, è considerato una sua scoperta; secondo la leggenda, nel 2737 a.C. delle foglie provenienti da un ramoscello di tè in fiamme caddero nel suo calderone, in cui stava bollendo dell'acqua. Shennong è pertanto considerato uno degli inventori della medicina cinese nel suo aspetto pratico farmacologico (mentre nel suo aspetto filosofico essa è attribuita a Huangdi, il "Dio Giallo"), inventore dell'agopuntura, e del gǔqín.
L'opera a lui attribuita più famosa è il Classico sulle Radici di Erbe del Contadino Divino (神農本草經T, 神农本草经S, Shénnóng běncǎo jīngP), compilato in realtà verso la fine della Dinastia Han Occidentale, che elenca le varie erbe medicinali con associato un voto di efficacia e rarità. Si crede che in esso il riferimento al tè sia stato aggiunto solo dopo il VII secolo.
Parente stretto di Huangdi, è considerato un patriarca dal popolo cinese (l'etnia Han li considera entrambi come propri antenati, ma più specificamente Huangdi è associato ai popoli del nord della Cina mentre Shennong ai popoli del sud) e di quello vietnamita.

## Cosmologia
Nella cosmologia tradizionale delle "Cinque Forme del Dio Supremo" (五方上帝 Wǔfāng Shàngdì), ovvero le manifestazioni nello spazio (le quattro direzioni più il centro, e i cinque elementi) e nel ciclo dell'anno (le quattro stagioni e l'anno in sé completo), del "Cielo" (天 Tiān) o "Dio Supremo" (上帝 Shàngdì), Shennong/Chidi è la direzione sud, l'estate, l'elemento fuoco, e il pianeta Marte.